# Дитина, яка народилася з яйця
Дитина, яка народилася з яйця, або Яйценароджена принцеса (ест. Munast sündinud kuningatütar) — естонська казка, зібрана доктором Фрідріхом Рейнгольдом Крейцвальдом у «Eestirahwa Ennemuistesed jutud» («Історії естонців минулого»).

## Сюжет
Королева сказала старій жінці, що має два горя: нове, перше — її чоловік на війні, і друге — вони не мають дітей. Вона дала їй кошик з яйцем: королева повинна була покласти його в тепле місце. Через три місяці воно мало розбитися і вилупитися лялечкою. Вона мала залишити її в спокої, і тоді лялечка стане дівчинкою. Королева родить власну дитину, сина, і вона повинна була посадити дівчину з ним і показати їх обох королю, а потім сама виховувати сина, але довірити доньку годувальниці. Крім того, вона повинна запросити цю жінку на хрестини, підкинувши в повітря перо дикої гуски.
Королева послухалася. На хрестини у кремовій кареті прибула сліпучо-гарна жінка, вбрана, мов сонце. Вона вирішила назвати дівчинку Доттерін.
Діти росли. Нянька Доттерини любила її, але знала, що щовечора над нею схиляється красива жінка; вона довірилася королеві, і вони вирішили зберегти це в таємниці. Коли близнюкам виповнилося два роки, королева захворіла і довірила кошик годувальниці. Потім вона померла.
Через честолюбство король одружився вдруге. Проте мачуха ненавиділа дітей. Одного разу вона побила Доттерін, і дівчина втекла плакати. Вона знайшла кошик, подумала, що щось у ньому може її розважити, а знайшла лише пір'їнку. Вона викинула її у вікно. З'явилася красива жінка і сказала їй, що вона її хрещена мати. Вона поговорила з нею і пояснила, як користуватися кошиком, щоб отримати їжу. Хрещена мати сказала, що дівчинка може покликати її, просто викинувши гусяче перо у вікно.
Одного разу місто потрапило в облогу. Доттерін викинула гусяче крило у вікно. Пані винесла її з небезпеки. Наступного дня король і всі його люди були схоплені, принц у сум'ятті втік, а його жорстоку мачуху вбили списом.
Жінка замаскувала Доттерін під селянку. Вона використовувала кошик, щоб прогодуватися, але наймалася на роботу як селянка, щоб отримати притулок. Одного разу її побачила пані і взяла до себе на службу. Вона почула, що принц зібрав військо і вигнав узурпатора, який захопив місто, але король помер у полоні. Новий король влаштував бал, щоб обрати собі дружину. Хрещена наказала дівчині підготувати своїх господинь, а коли вони пішли, звеліла їй зазирнути в кошик. Вона знайшла там все вбрання, яке їй було потрібно, і пішла на бал. Всі жінки говорили, що це була загублена принцеса.
Опівночі темна хмара засліпила їх, і з'явилася хрещена мати Дотерін. Вона розповіла королю, що Дотерін ніколи не була його сестрою за народженням, а була принцесою з сусіднього королівства, яку вона довірила його матері на виховання, щоб та захистила її від злого чарівника. Вона зникла, як і кошик, але Доттерін щасливо жила з королем відтоді і донині.

## Переклади
Вільям Форселл Кірбі включив її короткий опис у «Герой Естонії» під назвою «Яйценароджена принцеса». Ендрю Ленг включив його як «Дитину, яка вийшла з яйця» у «Фіолетову казкову книгу»; він вказав своє джерело як «Ehstnische Märchen» («Естонські казки»), що було німецьким перекладом праці Крейцвальда Ф. Льове.
Повість Фрідріха Рейнгольда Крейцвальда була перекладена німецькою як «Die aus dem Ei entsprossene Königstochter» («Королівська дочка виросла з яйця»).